# Ain
Ain (IPA: [ɛ̃]; arpetánul En) közigazgatási egység (megye) Franciaországban, a 83 eredeti département egyike, amelyeket a francia forradalom alatt 1790. március 4-én hoztak létre.

## Elhelyezkedése
Franciaország keleti részén terül el, Auvergne-Rhône-Alpes régió (2015 végéig Rhône-Alpes régió) része. A megyét északról Jura és Saône-et-Loire megyék, nyugatról Rhône, délről Isère és Savoie, keletről pedig Haute-Savoie megyék, valamint a Svájci Vaud és a Genfi kantonok határolják.

## Települések

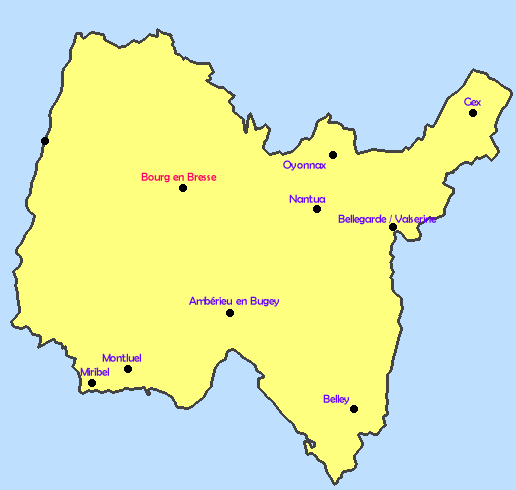
Ain fontosabb városai

A megye legnagyobb városai a 2011-es népszámlálás alapján:

| Település                | Népesség |
| ------------------------ | -------- |
| Bourg-en-Bresse          | 39 882   |
| Oyonnax                  | 22 650   |
| Ambérieu-en-Bugey        | 13 835   |
| Bellegarde-sur-Valserine | 11 790   |
| Miribel                  | 9 066    |
| Belley                   | 8 755    |
| Gex                      | 10 372   |
| Ferney-Voltaire          | 8 025    |
| Meximieux                | 7 268    |
| Montluel                 | 6 999    |
| Nantua                   | 3 713    |

## Galéria

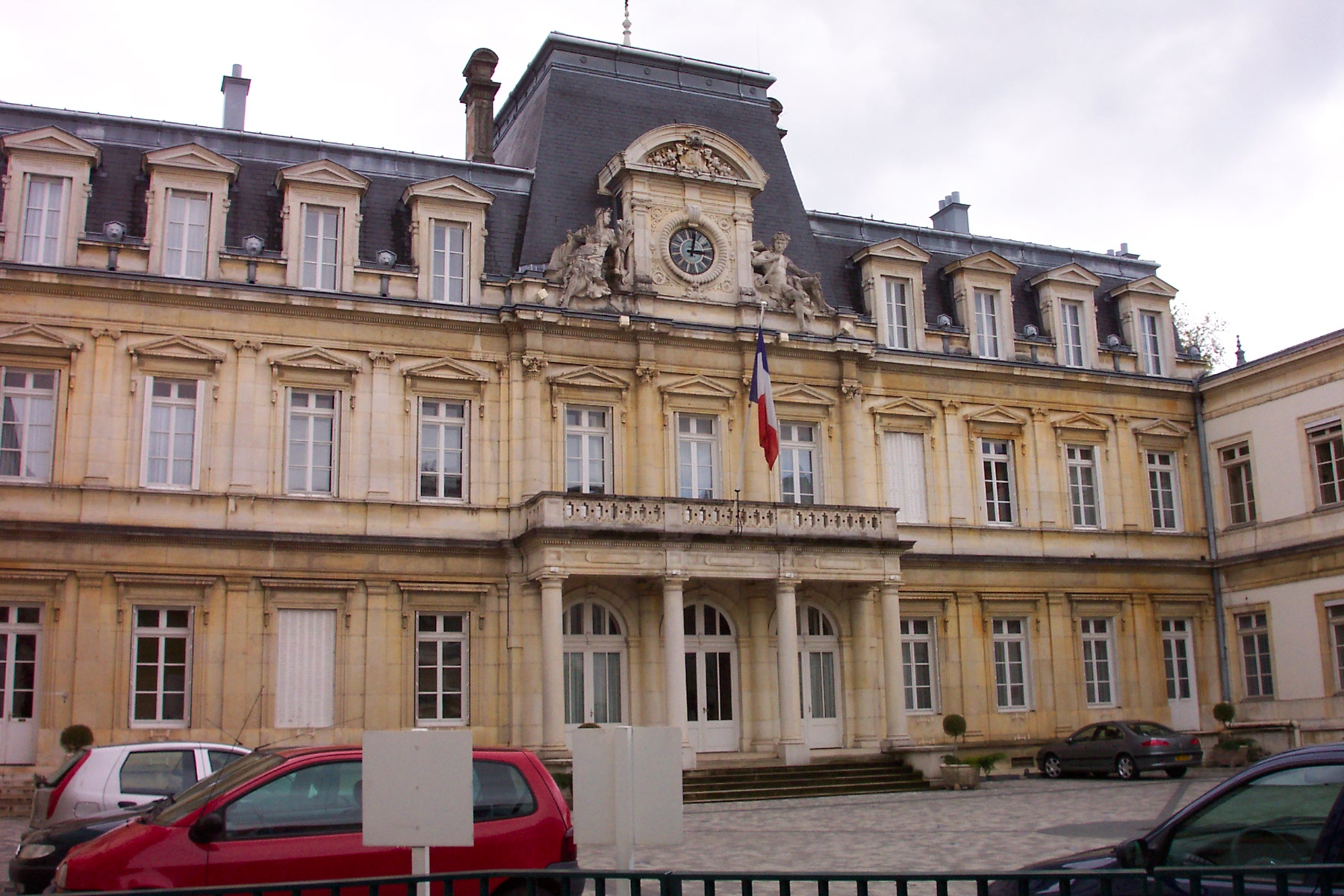
A Prefektúra épülete
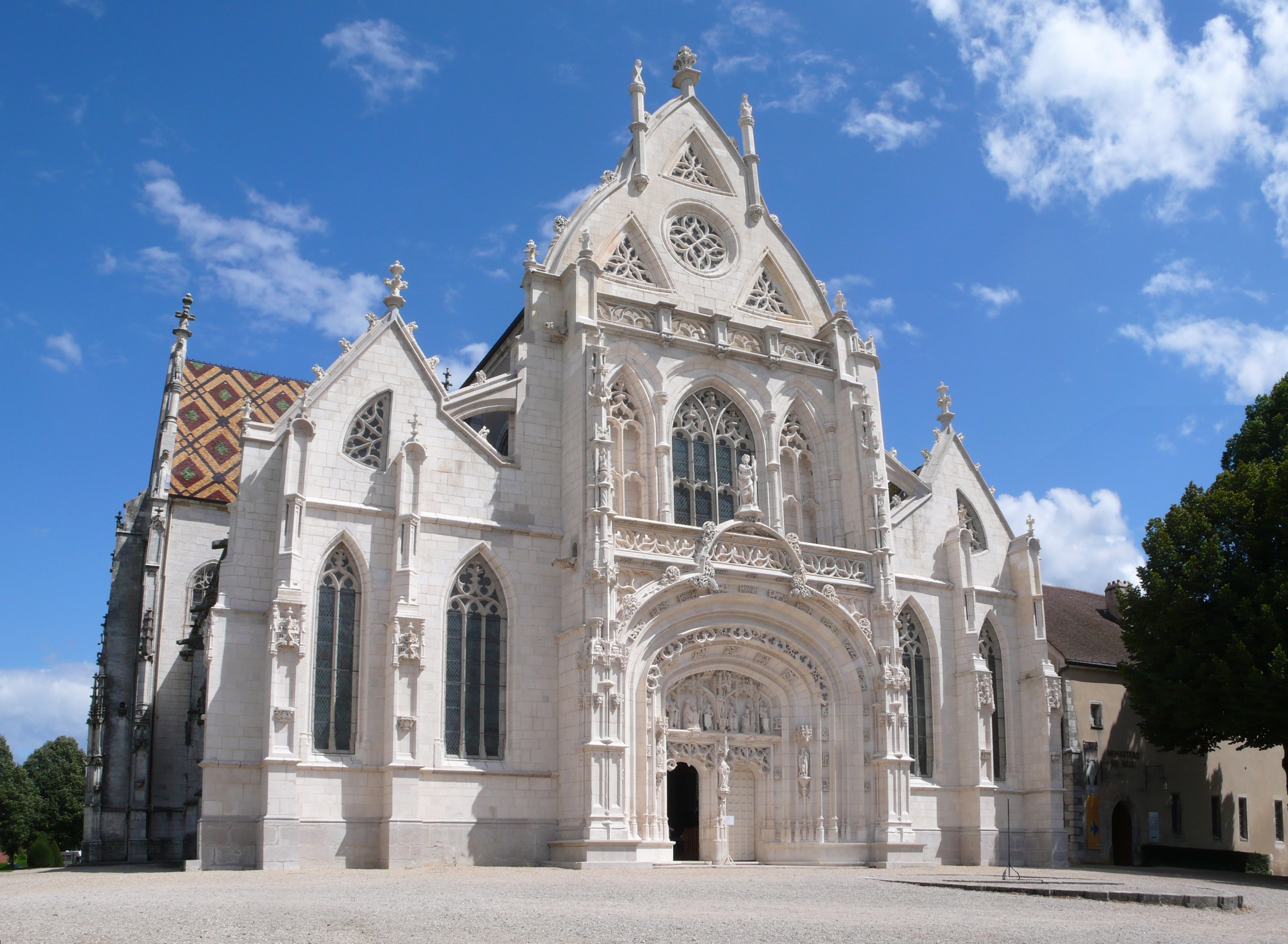
Église de Brou a megyeszékhelyen
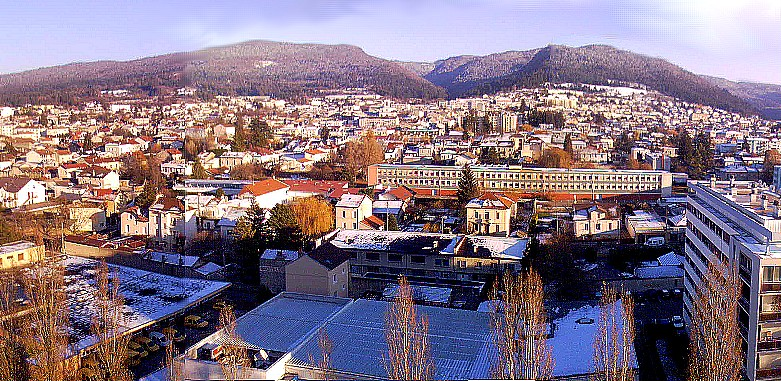
Oyonnax
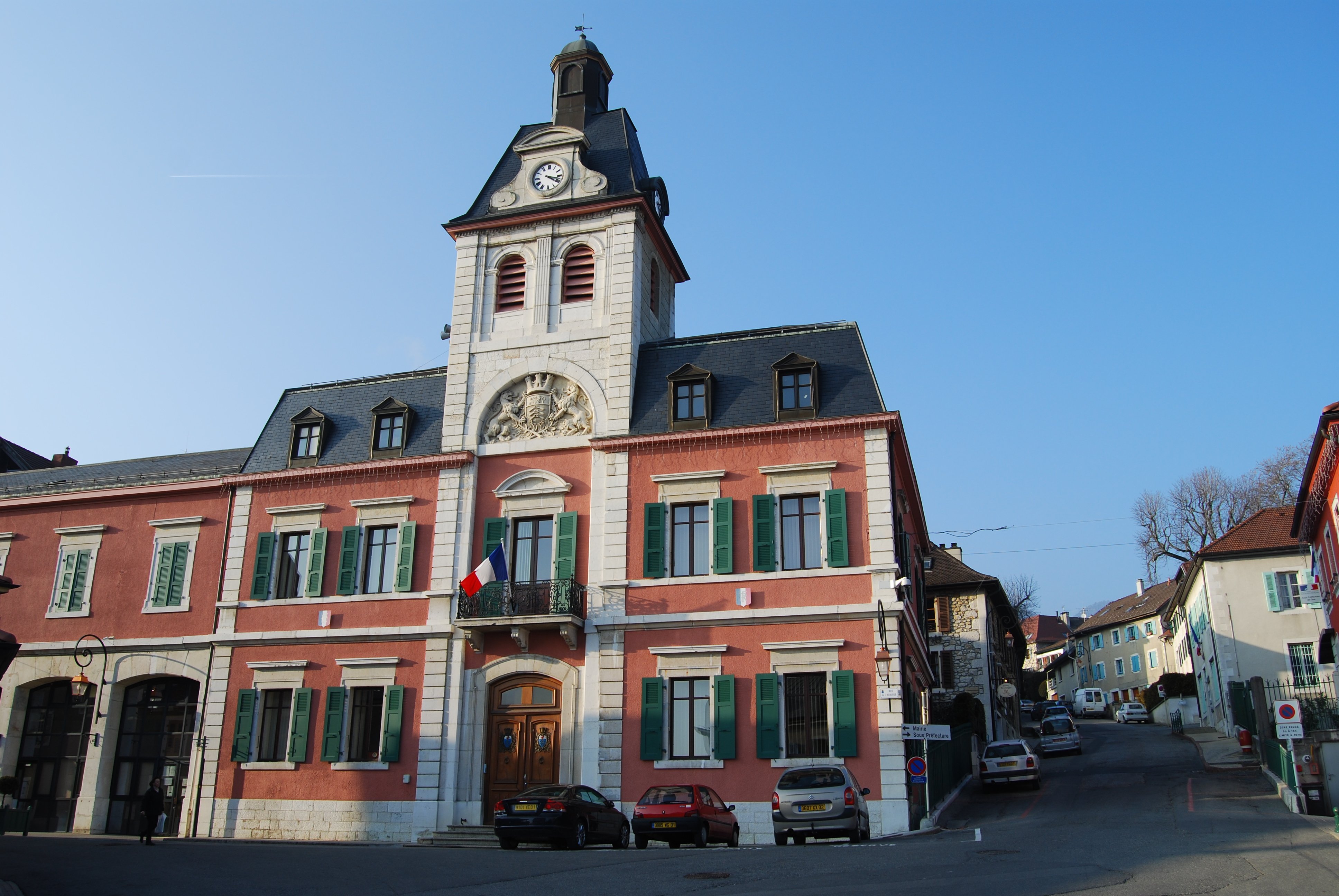
Gex, városháza